# Intensificador de imagen
El Intensificador de imagen es un dispositivo que recibe el haz de radiación remanente y lo transforma en luz visible e intensifica la imagen. Entre el Fotocátodo y el Ánodo se mantiene una diferencia de potencial sobre 25.000V para que los electrones emitidos por el fotocátodo se aceleren en dirección del Ánodo.

## Partes del Intensificador
- Tubo de vidrio: Proporciona dureza y se le hace el vacío.
- Carcasa metálica: Lo protege ante posibles roturas.
- Elemento fosforescente de entrada: Formado de Yoduro de Cesio. Es donde chocan los Rayos X y se convierten en Fotones de luz visible (Igual que las pantallas intensificadoras).
- Fotocátodo: Está pegado al elemento fosforescente de entrada. Es una capa metálica, normalmente de Cesio y de Antimonio los cuales al recibir luz, la transforma en electrones. Este proceso se denomina Fotoemisión.
  - El número de electrones emitido por el fotocátodo es directamente proporcional a la cantidad de luz que incide en él. Por lo tanto el número de electrones es proporcional a la cantidad de rayos X incidentes.
- Elemento Fosforescente de salida: Formada de cristales de Sulfuro de Cadmio y Zinc. Al chocar los electrones es el que produce la luz. Si queremos que esta imagen de luz sea precisa, los electrones deben seguir un camino determinado desde el fotocátodo hasta el elemento fosforescente de salida.
  - Cada fotolectrón que llega al elemento fosforescente de salida produce al chocar con él, unas 75 veces más fotones de luz que los que fueron necesarios para crearlo. El cociente entre el número de fotones de luz que se produce en el elemento fosforescente de salida y el número de fotoelectrones que se produce en el elemento fosforescente de entrada se denomina: Ganancia de flujo.
- Lentes elecroestáticas: Están en toda la longitud del tubo intensificador de imagen para que los electrones emitidos por la superficie del tubo intensificador sean enfocados igual que los rayos de luz.
  - Los electrones llegan al elemento fosforescente de salida con energía cinética alta y contienen la imagen del elemento fosforescente de entrada en forma reducida. Unos 3 cm de diámetro.

### Ganancia de brillo
El aumento de iluminación de la imagen se debe al incremento de fotos de luz producidos en el elemento fosforescente de salida, comparado con el número de fotoelectrones del elemento fosforescente de entrada y a la reducción de imagen entre el elemento fosforescente de entrada y de salida. La capacidad del tubo intensificador para aumentar el brillo se llama ganancia de brillo y es el producto de la ganancia de reducción por la ganancia de flujo.
| Ganancia de brillo = Ganancia de reducción * Ganancia de flujo |

### Ganancia de reducción
Es el cociente entre el cuadrado del diámetro del elemento fosforescente de entrada y el cuadrado del diámetro del elemento fosforescente de salida. El tamaño del elemento fosforescente de salida es bastante estándar y varía entre 2,5 y 5 cm. El tamaño del elemento fosforescente de entrada oscila entre 10 y 35 cm y se utiliza para identificarlos tubos intensificadores de imagen.
- EJEMPLO: ¿Cúal es la ganancia de brillo de un tubo intensificador de imagen de 17 cm que tiene una ganancia de flujo de 120 y un elemento fosforescente de salida de 2,5 cm?

| {\displaystyle \left({\frac {17^{2}}{2,5^{2}}}\right)\times 120=46\times 120=5.520} |

La ganancia de brillo de los intensificadores de imagen es de 5.000 a 20.000 y disminuye con la utilización y la edad del tubo. Los tubos intensificadores de imagen permiten una gran flexibilidad en la manipulación de la información fluoroscópica.

## Posibles modalidades de trabajo
Casi todas las imágenes fluoroscópicas se ven en un televisor, aunque aún funcionan algunos dispositivos de espejo. La cámara para serigrafía utiliza película de 70, 100 o 105 mm y se emplea cada vez más. La cámara de Cineradiografía se utiliza casi exclusivamente para cateterismo cardíaco.

## Intensificador de imagen multicampo
Algunos intensificadores de imagen son multicampo, también llamados a veces Tubos de doble foco o trifoco. Estos intensificadores multifoco proporcionan bastante más flexibilidad en todos los exámenes fluoroscópicos y son estándar en fluoroscopia digital. Los tubos de doble foco se fabrican en muchos tamaños, pero el más habitual es de 25 cm a 17 cm (25/17). También se utilizan con frecuencia los tubos trifocos de 25/17/12 o 23/15/10 (este último también descripto como 9"/6"/4" donde ["] es el símbolo de pulgadas) .

Estos números se refieren al diámetro del elemento fosforescente de entrada del tubo intensificador de imagen.

Todos los fotoelectrones que se producen en el elemento fosforescente de entrada son acelerados en dirección al elemento fosforescente de salida. Si se cambia a 17 cm se aumenta el potencial de las lentes electrostáticas, lo que hace que el punto focal de los electrones se separe del elemento fosforescente de salida. En consecuencia, solo los fotoelectrones de la parte central de 17 cm de diámetro inciden sobre el elemento fosforescente de salida. La consecuencia de este cambio de punto focal es la reducción del campo y el aumento de la imagen. El empleo de la dimensión menor en un tubo intensificador de imagen multifoco siempre da lugar a una ampliación de la imagen, con un factor de aumento directamente relacionado con el cociente de los diámetros de los tubos. Un tubo 25/17 en modo 17 cm producirá una imagen 1,5 veces mayor que la que se obtiene trabajando a 25 cm.

La consecuencia de obtener una imagen ampliada es más que tenue. Por que la ganancia de reducción es más pequeña y hay menos fotoelectrones que llegan al elemento fosforescente de salida.

Para mantener el nivel de contraste se aumenta automáticamente la corriente, lo que incrementa la dosis que recibe el paciente. El aumento de dosis que recibe el paciente es aproximadamente igual a la relación entre el área de elemento fosforescente de entrada utilizado o 2,2 veces (25²/17²) la dosis obtenida se emplea el tubo completo.

Este aumento de la dosis que recibe el paciente produce una mejora en la calidad de la imagen. La dosis aumenta porque se utilizan más fotones por unidad de área para formar la imagen. El resultado es una reducción del ruido y un aumento de la resolución del contraste.

La parte periférica de la imagen queda desenfocada y sufre degeneración de bordes, una reducción de brillo en periferia.

## Monitorización de la imagen fluoroscópica

### Monitorización óptica
Este es un sistema óptico de lentes y espejos que aumentan la imagen del elemento fosforescente de salida y la muestran en una pantalla de cristal. Recibe el nombre de sistema de espejos ópticos y , aunque es adecuado, presenta algunas desventajas. El campo de visión de un sistema de espejos es muy pequeño y solo puede ser utilizado por una persona. Además se pierde mucha luz.

### Monitor de televisión
El sistema de visualización con monitor de televisión es más costoso que el sistema de espejos ópticos, pero actualmente se utiliza con frecuencia. Si se emplea un monitor de televisión, el elemento fosforescente de salida del tubo intensificador de imagen se conecta directamente al tubo de una cámara de televisión. El tubo de cámara de televisión más utilizado en fluoroscopia es el Vidicón. Su superficie sensible de entrada tiene el mismo tamaño que el elemento fosforescente de salida del tubo intensificador de imagen. El tubo de la cámara de TV convierte la imagen luminosa en una señal eléctrica que se envía al monitor, donde se reconstruye la imagen en la pantalla.
Una ventaja muy importante de usar un monitor de televisión es que el brillo y el contraste se controlan de forma electrónica. además, el monitor de televisión permite que muchos observadores vean la imagen simultáneamente, y es posible incluso conectar más monitores fuera del cuarto de examen para el servicio de otros observadores. El monitor de televisión permite además grabar las imágenes electrónicas en cinta para visualización o manipulación posteriores. El monitor de televisión es una parte fundamental del equipo de diagnóstico fluoroscópico.

### Cámara de televisión
La cámara de televisión está formada por una carcasa cilíndrica de 15 cm de diámetro y 25 cm de largo que contiene el corazón de la cámara, el tubo de televisión. Contiene también las bobinas electromagnéticas que se utilizan para dirigir el haz de electrones dentro del tubo. Existen varios tipos de cámara de televisión para fluoroscópia, los más utilizados son el Vidicón y el Plumbicón.

## Acoplamiento de la cámara de televisión
Los tubos de los intensificadores de imagen y de la cámara de televisión se fabrican de manera que el elemento fosforescente de salida del tubo intensificador de imagen tenga el mismo diámetro que la ventana del tubo de la cámara de televisión, por lo general 2,5 cm o 2 cm. Existen dos formas de unir el tubo de la cámara de televisión y el tubo intensificador de imagen.
El método más sencillo es utilizar un haz de fibras ópticas. El haz mide solo unos milímetros de grosor y contiene miles de fibras por milímetro cuadrado de sección. Una ventaja de este método es el acoplamiento es que es más sencillo y compacto, lo que facilita la manipulación de la torre del intensificador. El acoplamiento es además muy fuerte. Su principal inconveniente es que no permite añadir dispositivos adicionales, como cámaras de cine o de seriografía. Con este tipo de acoplamiento es necesario usar casetes cargados con película de seriografía.
Para poder conectar una cámara de cine o de seriografía se necesita un acoplamiento mediante lentes. Este tipo de acoplamiento es mucho más voluminoso y debe ser tratado con cuidado. Es absolutamente necesario que las lentes y los espejos permanezcan ajustados con total precisión. Si se mueven se obtendrá una imagen borrosa. La lente del objetivo recoge la luz que sale del elemento fosforescente de salida y la convierte en un haz paralelo. Para grabar una imagen en película se interrumpe el haz mediante un espejo de corte del haz, de manera que solo se transmite a la cámara de televisión una parte del mismo, entre el 10% y el 90%, mientras que el resto se refleja hacia la cámara de grabación. La cantidad de reflexión viene determinada por el tipo de cámara y la película empleados.
- Datos: Q9008874